# Susie Dent
Susan Francesca Dent (født 19. november 1964), er en engelsk leksikograf, etymolog, forfatter og mediepersonlighed. Hun har optrådt i "Dictionary Corner" på Channel 4 gameshow Countdown siden 1992. Hun medvirker desuden i 8 Out of 10 Cats Does Countdown, med komikeren Jimmy Carr som vært.
Dent har været Honorary Vice-President for Chartered Institute of Editing and Proofreading (CIEP) siden 2016.